# Prionapteryx texturella
Prionapteryx texturella là một loài bướm đêm trong họ Crambidae.